# Associazione Calcio Massiminiana
L'Associazione Calcio Massiminiana, meglio nota come Massiminiana, è stata una società sportiva italiana attiva nel calcio della città di Catania.
Fondata nel 1959 per iniziativa della famiglia Massimino, è stata attiva fino al 1976, e raggiunse i suoi migliori risultati nella seconda metà degli anni sessanta, partecipando a quattro campionati in Serie C.

## Storia
Le origini del club risalgono al 1953, quando Salvatore Riceputo, presidente della Società Catanese Trasporti, ne creò la sua rappresentativa calcistica, formata dai dipendenti dell'azienda. La SCAT inizialmente disputò partite a livello amatoriale, e affiliatasi più tardi alla Lega Sicula, partecipò al suo primo torneo ufficiale nella stagione 1956-57, nel girone D di Seconda Divisione, in cui si piazzò al secondo posto. La stagione successiva, la formazione catanese - che disputava le sue partite interne a Paternò - fu inserita nel girone B della Prima Divisione, in cui si piazzò al terzultimo posto in classifica. Raggiunse lo stesso piazzamento anche nella stagione 1958-59, e a conclusione del torneo, nell'agosto 1959, la società fu rilevata dal costruttore Angelo Massimino che ne cambiò il nome in Associazione Sportiva Calcio Massiminiana SCAT.
Della neocostituita società calcistica catanese, Massimino fu il primo presidente insieme al fratello Salvatore detto Turi, e nel suo consiglio direttivo siedevano gli altri fratelli Giuseppe, Gaetano e Alfredo; la guida tecnica fu affidata a Nicolò Nicolosi. La Massiminiana SCAT, iscritta nel girone B di Prima Categoria, il 27 settembre 1959, affrontò nella prima giornata il Giarre al Cibali, e la partita finì sul punteggio di 1-1, con le reti di Angeloni per i giallorossi e di Lo Turco per i gialloblu. Al termine della stagione 1959-60, la Massiminiana si piazzò seconda alle spalle del Milazzo. 

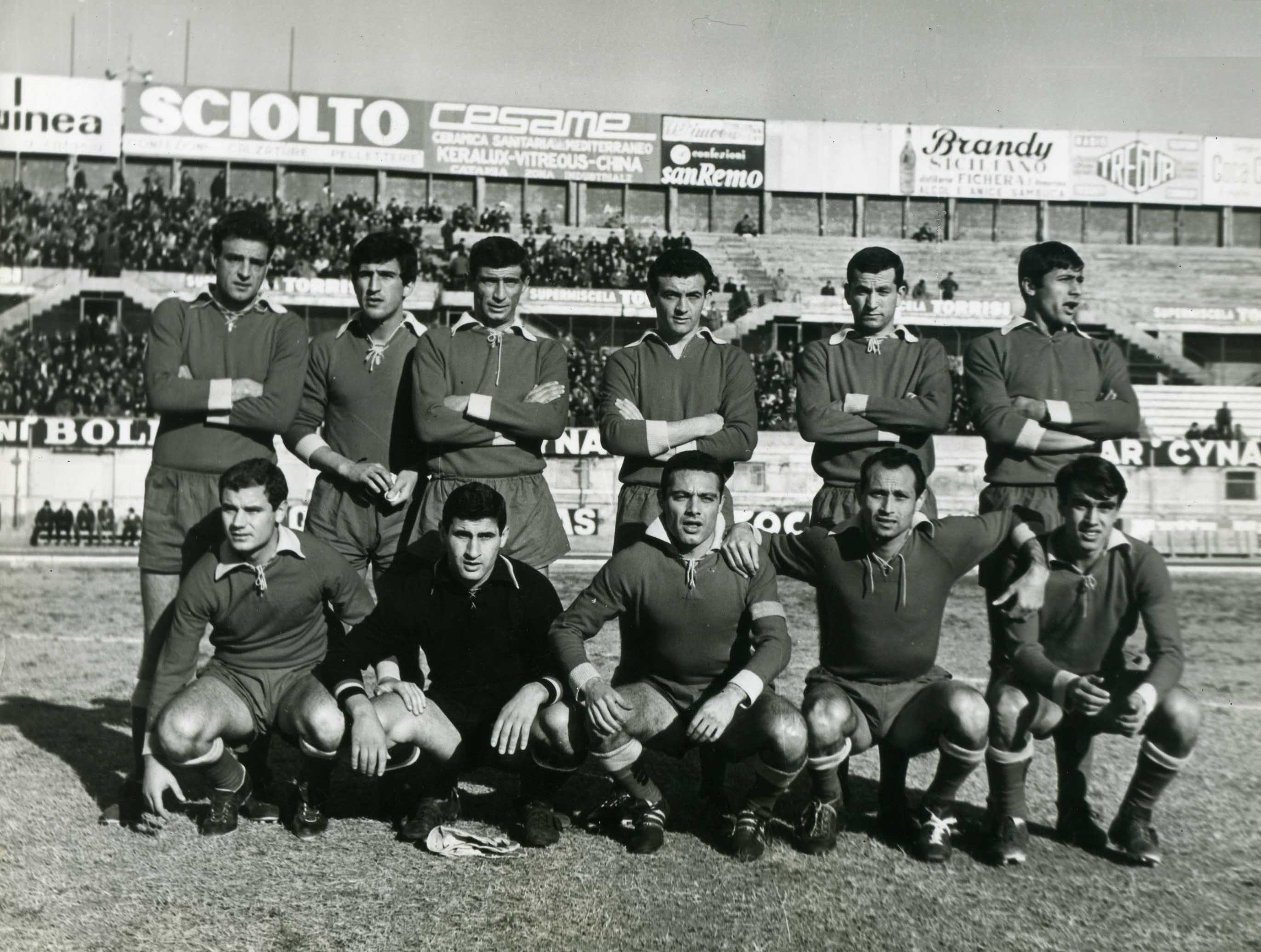
La Massiminiana 1965-66 che conquistò la promozione in Serie C; si riconosce (accosciato, primo da destra) un promettente Pietro Anastasi.

Nella stagione 1960-61, la formazione giallorossa, allenata da Giovanni Prevosti, si piazzò in testa al girone a pari punti con i mamertini, contro i quali disputò lo spareggio sul campo neutro di Palermo il 21 maggio 1961, vinto per 2-1, il che le permise l'accesso per le finali intergirone per la promozione in Serie D. Avversaria nelle finali fu l'Alcamo: la partita d'andata si giocò al Cibali e si concluse con il risultato di 2-2, il ritorno in casa dei bianconeri con il risultato di 3-2 a favore di questi ultimi che ottengono la promozione in IV serie. I dirigenti della Massiminiana presentarono reclamo alla Lega Sicula contro l'omologazione del risultato, rimasto in sospeso fino al parere della commissione giudicante, che diede parere negativo e respinse il reclamo. Subito dopo però i dirigenti del Milazzo presentarono reclamo alla Lega Sicula, nel quale la società etnea veniva accusata di aver operato un tentativo di corruzione nella partita dell'ultima giornata contro l'Odeon Siracusa. Secondo la denuncia fatta dai dirigenti del Milazzo, i fratelli Angelo e Salvatore Massimino incaricarono il catanese Leonardi dell'Odeon a convincere il suo compagno di squadra Spatafora, ad agevolare la vittoria della Massiminiana, nella partita contro la loro squadra: la sentenza della commissione giudicante della Lega Sicula diede ragione al Milazzo, e punì la Massiminiana con l'esclusione al campionato successivo, ed il suo presidente a due anni di squalifica. La sentenza emessa dalla Lega Sicula fu parzialmente ribaltata dalla Commissione d'Appello Federale, presso cui la società etnea presentò ricorso, con l'assoluzione di Massimino e il reintegro della squadra nel campionato di pertinenza con 10 punti di penalizzazione.

De Vincolis in azione alla Massiminiana nella stagione 1970-71

Angelo Massimino lasciò la presidenza della società al fratello Salvatore prima dell'inizio della stagione 1963-64, in cui la Massiminiana arrivò in testa al proprio girone a pari punti con la Provinciale Messina. Contro i peloritani il risultato dello spareggio sul neutro di Bagheria fu di parità a reti inviolate, e perciò la gara fu ripetuta e disputata a Palermo, che vide il successo dei catanesi per 2-0. Negli spareggi intergirone i giallorossi allenati da Carmelo Borgia giocarono contro l'Alcamo, che sconfissero 3-1 nella partita d'andata in casa, e da cui furono sconfitti per 2-1 al ritorno, ma in virtù del numero complessivo di reti favorevole alla Massiminiana, la formazione etnea ottenne la prima storica promozione in Serie D. Ma nel luglio 1964, i dirigenti dell'Alcamo denunciarono la Massiminiana di illecito sportivo e perciò scattò a carico della società dei fratelli Massimino una nuova inchiesta da parte della Lega Sicula.
Al vertice della società - che aveva cambiato denominazione in Associazione Calcio Massiminiana - si insediò Giuseppe Massimino, detto Pippo, fratello maggiore di Angelo e Salvatore, e con lui fece ingresso anche il figlio Alfio, con cui ne condivise la presidenza. L'esordio in Serie D per gli etnei, il 20 settembre 1964, fu in casa contro la Nocerina, e contrassegnato da una vittoria per 1-0 con rete siglata da Ciraolo. Intanto, il processo contro la Massiminiana passato di competenza alla FIGC, si concluse con la sentenza emessa a Firenze dal Tribunale federale il 19 novembre 1964, con cui venne inflitta alla società etnea una penalizzazione di 8 punti in classifica, da scontare nel campionato in corso. La permanenza della Massiminiana in Serie D durò due stagioni: nella stagione 1965-66, la formazione catanese allenata da Lorenzo Vellutini si piazzò in testa nel girone F della quarta serie, con 51 punti, ad una sola lunghezza di vantaggio dal Paternò, arrivato secondo, e conquistò la promozione in Serie C. Nell'ultima partita di campionato disputata tra le mura amiche contro l'Enna, allo stadio accorsero circa 28.000 spettatori. Nel periodo della sua grande ascesa, nella squadra giallorossa militarono giocatori quali Pietro Anastasi, Cosimo Nocera, Adelmo Prenna, Orazio Ferrigno, Mario Samperi, Domenico Ventura e Massimo Silvestri.
La Massiminiana militò in Serie C per quattro stagioni consecutive, dal 1966-67 al 1969-70. Al ritorno in Serie D, non risalì più di categoria, e nella stagione 1975-76 si piazzò ultima in classifica con conseguente retrocessione in Promozione. Nell'agosto 1976, la Massiminiana si disciolse attraverso la fusione con un'altra società catanese, la Società Sportiva Trinità, dando origine all'Associazione Calcio Trinità-Massiminiana, per poi divenire semplicemente Trinità. Alcuni giocatori della vecchia squadra giallorossa passarono alla nuova compagine, quali Castorina, Longo, Maccaroncello, Scarcella e Samperi, con quest'ultimo nel ruolo di allenatore-giocatore per la stagione 1976-77. l

## Colori e simboli
I colori sociali della Massiminiana erano il giallo e il rosso, e il simbolo è quello della città etnea, l'elefante.

## Strutture
La AC Massiminiana disputò i suoi incontri casalinghi allo Stadio Cibali di Catania (dal 2002 intitolato ad Angelo Massimino), mentre gli allenamenti si svolgevano al campo sportivo di Fontanarossa.

## Società

### Denominazioni storiche
| Anni      | Denominazione                                  |
| --------- | ---------------------------------------------- |
| 1959-1964 | Associazione Sportiva Calcio Massiminiana SCAT |
| 1964-1976 | Associazione Calcio Massiminiana               |

## Allenatori e presidenti
- 1959-1960  Nicolò Nicolosi

 Renato Ricci
- 1960-1961  Giovanni Prevosti
- 1961-1962  Nicolò Nicolosi

 Aurelio Bongiovanni
- 1962-1963  Paolo Russo e Arnaldo Riva
- 1963-1964  Carmelo Borgia e Nicolò Nicolosi
- 1964-1966  Lorenzo Vellutini
- 1966-1967  Adelmo Prenna

 Arnaldo Riva
- 1967-1968  Lorenzo Vellutini

 Piero Andreoli
- 1968-1969  Piero Andreoli

 Aurelio Bongiovanni
- 1969-1970  Adelmo Prenna

 Cosimo Nocera
 Nicolò Nicolosi e Agatino Comis
- 1970-1971  Luigi Valsecchi
- 1971-1972  Agatino Comis
- 1972-1974  Lorenzo Vellutini

 Aurelio Bongiovanni
- 1974-1975  Elio De Vincolis

 Lorenzo Vellutini
- 1975-1976  Lorenzo Vellutini

- 1959-1963  Angelo e Salvatore Massimino
- 1963-1966  Salvatore e Giuseppe Massimino
- 1966-1970  Giuseppe Massimino
- 1970-1976  Giuseppe e Alfio Massimino

## Palmarès

### Competizioni nazionali
- Campionato italiano Serie D: 1

1965-1966 (girone F)

### Competizioni regionali
- Prima Categoria: 1

1963-1964 (girone B)

## Statistiche e record

### Partecipazione ai campionati
Campionati nazionali
| Livello | Categoria | Partecipazioni | Debutto   | Ultima stagione | Totale |
| ------- | --------- | -------------- | --------- | --------------- | ------ |
| 3º      | Serie C   | 4              | 1966-1967 | 1969-1970       | 4      |
| 4º      | Serie D   | 8              | 1964-1965 | 1975-1976       | 8      |

Campionati regionali
| Livello | Categoria       | Partecipazioni | Debutto   | Ultima stagione | Totale |
| ------- | --------------- | -------------- | --------- | --------------- | ------ |
| I       | Prima Categoria | 5              | 1959-1960 | 1963-1964       | 5      |